# Freiheit 5
Freiheit 5 ist die Adresse eines Mietshauses und eines Ensembleteils in der Straße Freiheit im Ortsteil Köpenick des Berliner Bezirks Treptow-Köpenick. Das Mietshaus entstand auf den Grundmauern eines Vorgängergebäudes und ist seit den 1970er Jahren denkmalgeschützt.

## Geschichte
Für die im 17. Jahrhundert in die damalige Stadt Cöpenick zugezogenen Wollweber ließ der Wollmanufakturbetreiber acht zweigeschossige Wohnhäuser auf durch Straßenaufschüttungen gewonnenem Bauland errichten. Außerdem entstanden in der Freiheit genannten Straße auch ein Manufakturgebäude (Hausnummer 12), ein Bank- und Wohnhaus (Freiheit 1/2), eine Schule (Freiheit 15) und ein Amtsgebäude (Freiheit 16).
Das hier dargestellte Mietshaus, auf der südlichen Straßenseite, trug gemäß einem Häuserbuch aus dem Jahr 1806 die Adresse Freiheit 85. Zu dem zweigeschossigen Fachwerkhaus gehörte auch ein Stall. Klinkerbauten mit stuckierten Schmuckelementen ersetzten gegen Ende des 19. Jahrhunderts nach und nach die niedrigeren Fachwerkbauten aus dem 18. Jahrhundert.
Im Jahr 1889 wurde das heutige Miets- und Geschäftshaus auf den vorherigen Grundmauern neu aus Ziegelsteinen gebaut. Nach der Eingemeindung Köpenicks nach Berlin im Jahr 1920 wird die Straße Freiheit erstmalig im Berliner Adressbuch von 1922 ausgewiesen. In diesem Jahr wohnten 12 Mietparteien im Haus Freiheit 5.
Das Gebäude überstand den Zweiten Weltkrieg und Eigentumsänderungen und wurde zu Beginn des 21. Jahrhunderts restauriert. Im Erdgeschoss gibt es das Restaurant WOHIN mit vietnamesischer Küche., in den oberen Geschossen liegen modernisierte Wohnungen. Auf der westlichen Seite des Hauses befindet sich eine Durchfahrt in den Hof.

## Architektur
Das Wohnhaus besteht aus einem viergeschossigen fünfachsigen Mauerwerk und ist mit einer Neurenaissance-Fassade in rotem Putz ausgestattet. In den Jahren 1928 und 1938 wurde das Mietshaus umgebaut.